# Yvonne Furneaux
Yvonne Furneaux, pseudônimo de Elisabeth Yvonne Scatcherd (Roubaix, Nord-Pas-de-Calais, 11 de maio de 1926 – North Hampton, New Hampshire, 5 de julho de 2024), foi uma atriz de cinema francesa.

## Biografia
Furneaux mudou-se para a Inglaterra em 1946 a fim de estudar Linguística Moderna no St Hilda's College em Oxford, sendo chamada de "Tessa Scatcherd". Começou sua carreira cinematográfica em 1952, em várias pequenas pontas em filmes de pouca repercussão. Mais tarde participaria de produções internacionais como Repulsion (1965), que estrelou juntamente com Catherine Deneuve, e em filmes autorais de diretores como Michelangelo Antonioni e Federico Fellini.
Em 1967, participa do filme Le Scandale de Claude Chabrol, e em 1971 é convidada por Dino Risi para atuar ao lado de Vittorio Gassman e Ugo Tognazzi em In nome del popolo italiano.
Foi casada com Jaques Natteau, falecido em 17 de abril de 2007. Retirada da carreira, viveu isolada em Lausanne, na Suíça, desde 1985.
Furneaux morreu em 5 de julho de 2024 em sua casa em North Hampton, New Hampshire, nos Estados Unidos, em decorrência de um ataque cardíaco.

## Filmografia
- Meet Me Tonight (1952), de Noël Coward
- 24 Hours of a Woman's Life (1952), de Victor Saville
- The House of the Arrow (1953), de Michael Anderson
- The Beggar's Opera (1953), de Peter Brook
- The Master of Ballantrae (1953), de William Keighley
- Le amiche (1955), de Michelangelo Antonioni
- The Dark Avenger (1955), de Henry Levin
- Lisbon (1956), de Ray Milland
- The Mummy (1959), de Terence Fisher
- La Dolce Vita (1960), de Federico Fellini
- Le Comte de Monte Christo (1961), de Claude Autant-Lara
- Io, Semiramide (1963), de Primo Zeglio
- Repulsion (1965), de Roman Polanski
- Le Scandale (1967), de Claude Chabrol
- In nome del popolo italiano (1971), de Dino Risi
- Frankenstein's Great Aunt Tillie (1984), de Myron J. Gold